# گروه موسیقی کپیتال کریستین
گروه موسیقی کپیتال کریستین (انگلیسی: Capitol Christian Music Group) یا به اختصار کپیتال سی‌ام‌جی (Capitol CMG) که در گذشته با نام ئی‌ام‌آی کریستین میوزیک (EMI Christian Music) شناخته می‌شد، یک گروه موسیقی آمریکایی است که در سال ۱۹۷۶ شکل گرفت و از سال ۲۰۱۳ تحت مالکیت گروه موسیقی یونیورسال قرار گرفت.